# Рябоконеве (Первомайський район)
Рябоко́неве — село в Україні, у Благодатненській сільській громаді Первомайського району Миколаївської області. Населення становить 476 осіб.
Розташоване за 7 км від залізничної станції Глиняної. Через село протікає річка Велика Корабельна.

## Історія
Село засноване в 1880-х—1890-х роках.
На початку 1970-х років в селі мешкало 789 чоловік. Тут знаходилася центральна садиба колгоспу «Світанок», за яким було закріплено 3 027  га ріллі. Господарство займалось рільництвом і тваринництвом, вирощувало технічні культури.
Працювали восьмирічна школа, дві початкові школи, клуб, бібліотека, два магазини, два будинки тваринників, майстерня для ремонту техніки.

## Населення

### Мова
Розподіл населення за рідною мовою за даними перепису 2001 року:
| Мова            | Кількість | Відсоток |
| --------------- | --------- | -------- |
| українська      | 399       | 83.82%   |
| румунська       | 58        | 12.19%   |
| російська       | 14        | 2.94%    |
| білоруська      | 4         | 0.84%    |
| інші/не вказали | 1         | 0.21%    |
| Усього          | 476       | 100%     |